# Andrea Cecon
Pour les articles homonymes, voir Cecon.
Andrea Cecon, né le 18 juillet 1970 à Gemona, est un coureur italien du combiné nordique et sauteur à ski.

## Biographie
Il est le frère du sauteur à ski Roberto Cecon.

## Palmarès

### Jeux olympiques
| Épreuve / Édition | Épreuve / Édition | Épreuve / Édition | Lillehammer 1994 |
| Combiné nordique  |                   |                   |                  |
| Individuel        | Individuel        | 33e               |                  |
| Par équipes       | Par équipes       | 11e               |                  |
| Saut à ski        | Par équipes       | Par équipes       | 8e               |

### Championnats du monde (combiné)
| Épreuve / Édition | Falun 1993 | Ramsau 1999 |
| Gundersen         |            | 20e         |
| Sprint            |            | 38e         |
| Par équipes       | 6e         |             |

### Coupe du monde
- Meilleur classement général : 14e en 1994.
- Meilleur résultat individuel : 8e ( Oslo, 15 janvier 1994).

### Coupe du monde B
En huit épreuves disputées :
- deux victoires ( Calgary, le 23 février 1996 et, au sprint,  Štrbské Pleso, le 14 mars 1998)
- trois deuxièmes places ( Szczyrk, le 22 février 1992,  Zakopane, le 19 mars 1997 et  Klingenthal, le 8 janvier 1998)
- trois troisièmes places ( Reit im Winkl, le 11 janvier 1998 et  Baiersbronn, les 27 & 28 février 1998)

### Championnat d'Italie de combiné
Andrea Cecon a été champion d'Italie à cinq reprises (1991, 1993, 1995, 1999 & 2000). Il a été vice-champion quatre fois et a obtenu la médaille de bronze à deux occasions.